# Dubai Marina

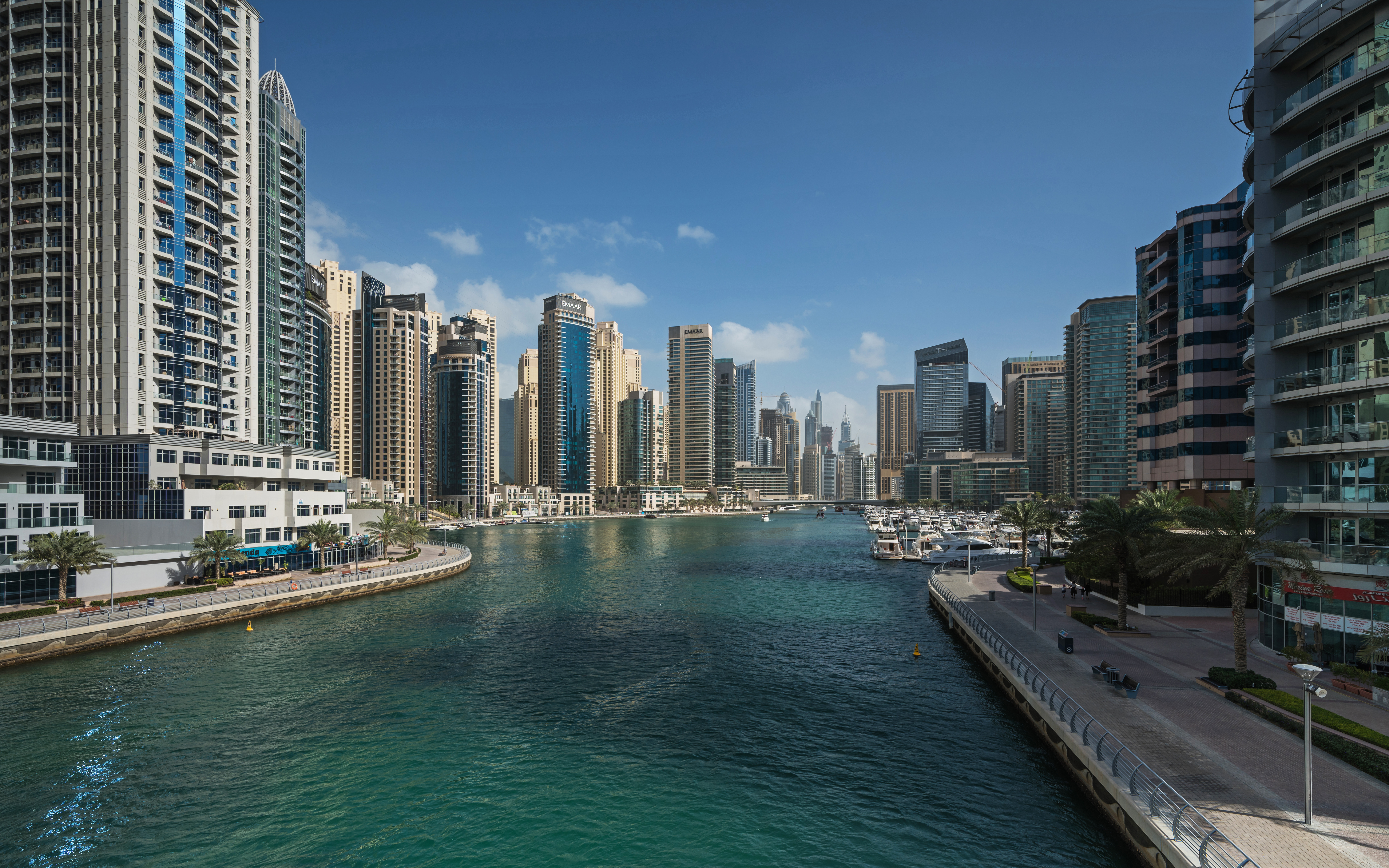
Dubaj Marina – promenady w Jumeirah Beach Residence, 2018.

Dubaj Marina nocą, 2013.

Panorama na wysokościowce Dubaj Mariny, 2013.

Dubai Marina – dystrykt budowany w Al Marsa w Dubaju.
Główne ulokowanie projektów to brzegi Zatoki Perskiej. Budynki różne w wysokości od niskich pięciopiętrowych do super wysokich wieżowców.
Na Upper Marina (Marina Górna) zostanie wybudowanych 200 wieżowców o wysokości od 200 m do ponad 400 m (będzie siedem wieżowców od 300–420 m), będą one miały pełny i niczym nie zasłonięty widok na Palm Islands, a dokładniej na Palmę Jumeirah. Wieżowce w tym dystrykcie będą skoncentrowane wokół sztucznego jeziora i połączone z dwóch stron z morzem. Znajdą się tutaj także szerokie promenady z wieloma różnymi sklepami.
Port Marina będzie mógł pomieść 700 różnej wielkości statków i jachtów. Bliskość Sheikh Zayed Road, Emirates Golf Club, Dubai Media City i Dubai Internet City oraz wielu innych dużych projektów stworzy tu dobre miejsce do zamieszkania, pracy oraz odpoczynku.
Te wszystkie nowe projekty kształtują nowe centrum Dubaju.
W Dubai Marina znajdują się m.in.:
- Princess Tower
- Marina 101
- kompleks Ocean Heights
- Infinity Tower
- Elite Residence
- 23 Marina
- The Marina Torch
- Marina Gardens
- Sulafa Tower
- Marina Pinnacle
- kompleks Jumeirah Beach Residence
- kompleks Marina Scape
- kompleks Park Island
- Mag 218 Tower
- Emirates Crown
- Ocean Heights
- Marina Quays

## Galeria

Dubai Marina
Dubaj Marina nocą, 2013.
Dubai Marina Yacht Club, 2013.